# Ichneumon tumidifrons
Ichneumon tumidifrons là một loài tò vò trong họ Ichneumonidae.